# Toropeckij rajon
Il Toropeckij rajon (in russo Торопецкий район?) è un rajon dell'Oblast' di Tver', nella Russia europea; il capoluogo è Toropec. Istituito nel 1927, ricopre una superficie di 3.373 chilometri quadrati.